# 30. Tarnowska Nagroda Filmowa
30. Tarnowska Nagroda Filmowa – odbyła się w dniach 24-30 kwietnia 2016 roku.

## Filmy konkursowe

### Konkurs główny
- 11 minut – reż. Jerzy Skolimowski
- Anatomia zła – reż. Jacek Bromski
- Córki dancingu – reż. Agnieszka Smoczyńska
- Czerwony pająk – reż. Marcin Koszałka
- Excentrycy, czyli po słonecznej stronie ulicy – reż. Janusz Majewski
- Intruz – reż. Magnus von Horn
- Karbala – reż. Krzysztof Łukaszewicz
- Letnie przesilenie – reż. Michał Rogalski
- Moje córki krowy – reż. Kinga Dębska
- Na granicy – reż. Wojciech Kasperski
- Obce niebo – reż. Dariusz Gajewski
- Panie Dulskie – reż. Filip Bajon

### Konkurs „Kino Młodego Widza”
- Agi Bagi, odc. Zawody w surfowaniu po liściach – reż. Waldemar Mordarski
- Baśnie i bajki polskie, odc.:
  - Apolejka i jej osiołek – reż. Joanna Jasińska Koronkiewicz
  - O niezwykłej przyjaźni – reż. Robert Turło
  - Paweł i Gaweł – reż. Andrzej Gosieniecki
  - Warszawska syrenka – reż. Paweł Czarzasty
- Gucio zaczarowany – reż. Daria Kopiec
- Kuba i Śruba, odc.:
  - Hokus Pokus – reż. Bronisław Zeman, Andrzej Orzechowski
  - Latający kuferek – reż. Marek Burda
  - Mały rycerz – reż. Marek Burda
  - Siódmy krasnoludek – reż. Bronisław Zeman, Andrzej Orzechowski
  - Wyspa skarbów – reż. Bronisław Zeman, Andrzej Orzechowski
- Latający miś i spółka, odc. Troll – reż. Tomasz Niedźwiedź
- Przedszkolaki, odc.:
  - Na basenie – reż. Piotr Furmankiewicz
  - Zoo – reż. Piotr Furmankiewicz
- Przytul mnie, odc.:
  - Bóbr – reż. Mateusz Jarmulski
  - Urodziny – reż. Mateusz Jarmulski
  - Wakacje – reż. Mateusz Jarmulski

## Skład jury
- Jerzy Stuhr – aktor, reżyser, przewodniczący jury
- Ewa Braun – scenograf
- Zygmunt Konieczny – kompozytor
- Krystyna Latała – pełnomocnik prezydenta Tarnowa ds. kultury
- ks. Andrzej Luter – filmoznawca, krytyk filmowy
- Jacek Petrycki – operator filmowy
- Tadeusz Sobolewski – krytyk filmowy
- Zbigniew Waleryś – aktor

## Laureaci

### Konkurs główny
- Nagroda Grand Prix – Statuetka Maszkarona:
  - Intruz – reż. Magnus von Horn

- Nagroda Jury Młodzieżowego – Statuetka Kamerzysty:
  - Intruz – reż. Magnus von Horn

- Nagroda publiczności – Statuetka Publika:
  - Moje córki krowy – reż. Kinga Dębska

- Nagrody specjalne jury:
  - Michał Rogalski – za obraz pozbawiony, o młodych ludziach dojrzewających w czasach wojny (Letnie przesilenie)

- Nagroda za całokształt twórczości – Statuetka Filmowiec:
  - Witold Sobociński

### Konkurs „Kino Młodego Widza”
- Nagroda Jury Dziecięcego – Statuetka Maszka:
  - Kuba i Śruba, odc. Mały rycerz – reż. Marek Burda